# Phelister subgibbosus
Phelister subgibbosus är en skalbaggsart som beskrevs av Hinton 1935. Phelister subgibbosus ingår i släktet Phelister och familjen stumpbaggar. Inga underarter finns listade i Catalogue of Life.